# Европско првенство у атлетици на отвореном 1946 — скок мотком за мушкарце
Такмичење у скоку мотком у мушкој конкуренцији на 3. Европском првенству у атлетици 1946. одржано је 3. септембра на стадиону Бислет у Ослу.
Титулу освојену на 2. Европском првенству 1938. у Паризу није бранио Карл Хајн из Немачке

## Земље учеснице
Учествовало је 10. такмичарки из 8 земаља.
1. Данска (1)
2. Мађарска (1)
3. Норвешка (1)
4. Совјетски Савез (1)
5. Француска (1)
6. Холандија (1)
7. Чехословачка (2)
8. Шведска (2)

## Рекорди
| Рекорди пре почетка Европског првенства 1946. | Рекорди пре почетка Европског првенства 1946. | Рекорди пре почетка Европског првенства 1946. | Рекорди пре почетка Европског првенства 1946. | Рекорди пре почетка Европског првенства 1946. |
| --------------------------------------------- | --------------------------------------------- | --------------------------------------------- | --------------------------------------------- | --------------------------------------------- |
| Светски рекорд                                | Корнелијус Warmerdam, Сједињене Државе        | 4,77                                          | Модесто, Сједињене Америчке Државе            | 23. мај 1942.                                 |
| Европски рекорд                               | Николај Озилин, Совјетски Савез               | 4,30                                          | Москва, Совјетски Савез                       | 31. јул 1939.                                 |
| Европски рекорд                               | Ерлинг Кас, Норвешка                          | 4,27                                          | Осло, Норвешка                                | 23. септембар 1939.                           |
| Рекорди Европских првенстава                  | Карл Сутер, Немачка                           | 4,05                                          | Париз, Француска                              | 3. септембар 1938.                            |
| Рекорди после Европског првенства 1946.       |                                               |                                               |                                               |                                               |
| Рекорди европских првенстава                  | Алан Линдберг Шведска                         | 4,17                                          | Осло, Норвешка                                | 25. август 1946.                              |

## Освајачи медаља
|                       |                     |                      |
| Алан Линдберг Шведска | Николај Озолин СССР | Јан Бем Чехословачка |

## Резултати

### Финале
| Пласман | Такмичар         | Земља        | Време | Белешке |
| ------- | ---------------- | ------------ | ----- | ------- |
|         | Алан Линдберг    | Шведска      | 4,17  | РЕП, НР |
|         | Николај Озолин   | СССР         | 4,10  |         |
|         | Јан Бем          | Чехословачка | 4,10  |         |
| 4.      | Ерлинг Кос       | Норвешка     | 4,10  |         |
| 5.      | Хуго Олсон       | Шведска      | 4,00  |         |
| 6.      | Жорж Бретман     | Француска    | 3,90  |         |
| 7.      | Мирослав Крејцар | Чехословачка | 3,90  |         |
| 8.      | Хелмер Петерсен  | Данска       | 3,90  |         |
| 9.      | Кор Ламоре       | Холандија    | 3,90  |         |
| 10.     | Золтан Житваи    | Мађарска     | 3,80  |         |

## Укупни биланс медаља у скоку мотком за мушкарце после 3 Европског првенства 1934—1946.
|    | Земља           | Злато | Сребро | Бронза | Укупно |
| -- | --------------- | ----- | ------ | ------ | ------ |
| 1. | Немачка         | 2     | 0      | 0      | 2      |
| 2. | Шведска         | 1     | 2      | 0      | 3      |
| 3. | Совјетски Савез | 0     | 1      | 0      | 1      |
| 4. | Финска          | 0     | 0      | 1      | 1      |
| 4. | Француска       | 0     | 0      | 1      | 1      |
| 4. | Чехословачка    | 0     | 0      | 1      | 1      |
|    | Укупно {6}      | 3     | 3      | 3      | 9      |

|                                       | Атлетичар                             | Земља                                 | Злато                                 | Сребро                                | Бронза                                | Укупно                                |
| Није био вишеструких освајача медаља. | Није био вишеструких освајача медаља. | Није био вишеструких освајача медаља. | Није био вишеструких освајача медаља. | Није био вишеструких освајача медаља. | Није био вишеструких освајача медаља. | Није био вишеструких освајача медаља. |
| ------------------------------------- | ------------------------------------- | ------------------------------------- | ------------------------------------- | ------------------------------------- | ------------------------------------- | ------------------------------------- |